# Joseph De Clercq
Pour les articles homonymes, voir De Clercq.
Joseph De Clercq, né le 24 janvier 1881 à Ninove et y décédé le 7 octobre 1958 fut un homme politique belge catholique. 
Il fut docteur en droit et industriel.

## Mandats
- Conseiller communal de Ninove : 1920
- Échevin de Ninove : 1932
- Sénateur de l'arrondissement Audenarde-Alost, en suppléance de Louis de Sadeleer : 1924-1946
- Sénateur coopté : 1946-1950
  - Questeur du Sénat : 1930-1950

## Sources
- Bio sur ODIS